# Antonio Valentín Angelillo
Antonio Valentín Angelillo (Buenos Aires, 5 de setembre de 1937 - Siena, 5 de gener de 2018) fou un futbolista i entrenador de futbol argentí, nacionalitzat italià.

## Trajectòria esportiva
Després de jugar a l'Argentina a Arsenal de Lavallol el 1952, i a Racing Club de Avellaneda el 1955, ingressà a Boca Juniors el 1956. Juntament amb els seus companys Omar Sivori i Humberto Maschio marxaren a Itàlia a les darreries de la dècada de 1950. En aquest país van rebre el sobrenom de "trio de la mort" i "àngels de cara bruta". Entre 1957 i 1961, Angelillo disputà 127 partits a l'Inter de Milà, marcant 77 gols. A la Sèrie A disputà 113 partits i marcà 68 gols pel club. Fou el màxim golejador de la lliga italiana de futbol la temporada 1958-59 amb 33 gols en 33 partits. Malgrat els seus gols, Angelillo no guanyà cap títol important amb els nerazurri. El seu següent club fou l'AS Roma, on disputà 106 partits i marcà 27 gols entre 1961 i 1965. Els seus darrers clubs foren l'AC Milan (11 partits, 1 gol), Lecco (12 partits, 1 gol) i Genoa CFC.
Disputà 11 partits i marcà 11 gols amb la selecció argentina. Al Campionat Sud-americà de futbol de 1957 que guanyà Argentina fou el segon màxim golejador empatat, amb 8 gols en 6 partits. Fou després d'aquesta competició, que ell, Omar Sivori i Humberto Maschio marxaren a Itàlia a jugar. Un cop a Itàlia adquirí la nacionalitat italiana i fou internacional amb aquesta selecció en dos partits, en els quals marcà un gol.
Un cop acabada la seva carrera de jugador es convertí en entrenador. Dirigí diversos principalment clubs de categories inferiors a Itàlia. El seu major èxit arribà a l'Arezzo, amb el qual guanyà la Coppa Italia Sèrie C, una lliga de la Serie C1 i perdé una promoció a la Serie A.